# Prvenstvo Osječkog nogometnog podsaveza – II. razred 1930./31.
II. razred prvenstva Osječkog nogometnog podsaveza u sezoni 1930./31., igran za klubove s područja Osijeka. 
 
Sudjelovalo je pet klubova, a prvak je bio klub "Grafičar" iz Osijeka. 

## Sustav natjecanja
Pet klubova je igralo dvokružnu ligu (10 kola, 8 utakmica po momčadi).

## Ljestvica
| mj. | klub               | ut. | pob. | ner. | por. | gol+ | gol- | bod | 1931./32.  |
| --- | ------------------ | --- | ---- | ---- | ---- | ---- | ---- | --- | ---------- |
| 1.  | Grafičar Osijek    | 8   | 6    | 0    | 2    | 21   | 4    | 12  | I. razred  |
| 2.  | Olimpija Osijek    | 8   | 4    | 1    | 3    | 14   | 11   | 9   | II. razred |
| 3.  | Elektra Osijek     | 8   | 3    | 2    | 3    | 6    | 10   | 8   | II. razred |
| 4.  | Viktorija Osijek   | 8   | 2    | 2    | 4    | 7    | 11   | 6   | II. razred |
| 5.  | Jugoslavija Osijek | 8   | 2    | 1    | 5    | 5    | 17   | 5   | II. razred |

- "Jugoslavija" je do ožujka 1931. igrala pod imenom "Croatia"

## Rezultatska križaljka
| kratica | klub                           | CR/J | ELE | GRA | OLI | VIK |
| --- | ------------------------------ | ---- | --- | --- | --- | --- |
| CR/J | Croatia / Jugoslavija (Osijek) |      |     |     |     |     |
| ELE | Elektra Osijek                 |      |     |     |     |     |
| GRA | Grafičar Osijek                |      |     |     |     |     |
| OLI | Olimpija Osijek                |      |     |     |     |     |
| VIK | Viktorija Osijek               |      |     |     |     |     |
| |                                |      |     |     |     |     |
| podebljan rezultat - utakmice od 1. do 5. kola (1. utakmica između klubova) rezultat normalne debljine - utakmice od 6. do 10. kola (2. utakmica između klubova) rezultat nakošen - nije vidljiv redoslijed odigravanja međusobnih utakmica iz dostupnih izvora rezultat smanjen * - iz dostupnih izvora nije uočljiv domaćin susreta prekrižen rezultat - poništena ili brisana utakmica p - utakmica prekinuta 3:0 p.f. / 0:3 p.f. - rezultat 3:0 bez borbe n.i. - nije igrano |                                |      |     |     |     |     |

 Izvori: